# Louis Hon
Louis Hon (Couches-les-Mines, Francia, 11 de septiembre de 1924-Fréjus, Francia, 5 de enero de 2008) fue un futbolista y entrenador francés. 

## Trayectoria

### Clubes (como futbolista)
| Club                  | País    | Año     |
| --------------------- | ------- | ------- |
| Sentinelle de Brienon | Francia | ?       |
| Montélimar            | Francia | ?       |
| V.G.A. Saint-Maur     | Francia | ?       |
| Stade Français        | Francia | 1946-50 |
| Real Madrid           | España  | 1950-53 |
| Stade Français        | Francia | 1953-56 |
| Stade Raphaëlois      | Francia | 1956    |
| Real Jaén             | España  | 1957    |

### Clubes (como entrenador)
| Club                    | País    | Año       |
| ----------------------- | ------- | --------- |
| Racing de Santander     | España  | 1959-1960 |
| Real Club Celta de Vigo | España  | 1961      |
| Real Zaragoza           | España  | 1965-1966 |
| Olympique de Lyon       | Francia | 1966-1968 |
| SCO Angers              | Francia | 1968-1969 |
| AC Ajaccio              | Francia | 1973-1974 |

## Selección nacional
Fue internacional con la selección de fútbol de Francia en 12 ocasiones.

## Palmarés como entrenador

### Campeonatos nacionales
| Título          | Club              | País    | Año  |
| --------------- | ----------------- | ------- | ---- |
| Copa del Rey    | Real Zaragoza     | España  | 1966 |
| Copa de Francia | Olympique de Lyon | Francia | 1967 |